# 阿尔科莱亚德尔皮纳尔
阿尔科莱亚德尔皮纳尔，是西班牙卡斯蒂利亚-拉曼恰瓜达拉哈拉省的一个市镇。总面积113平方公里，总人口363人（2001年），人口密度3人/平方公里。